# Грета Салоуме Стефаунсдоуттір
Гре́та Са́лоуме Сте́фаунсдоуттір (ісл. Greta Salóme Stefánsdóttir; нар. 11 листопада 1986, Мосфелльсбайр, Ісландія) — ісландська співачка та скрипалька, представниця Ісландії на пісенних конкурсах «Євробачення-2012» і «Євробачення-2016».

## Біографія
З раннього дитинства захоплювалася музикою, зокрема, з 4 років вчилася грі на скрипці. 11 лютого 2012 року разом з Йоунсі була обрана, щоб представити свою країну на пісенному конкурсі Євробачення, який пройде в Баку, з композицією «Never forget». За результатами півфіналу дует вийшов до фіналу, де посів двадцяте місце у фіналі.
20 лютого 2016 року Грета була знову обрана представницею Ісландії на «Євробаченні», але цього разу вже як сольна артистка. Співачка виступила з піснею «Hear Them Calling» під час першого півфіналу.

## Дискографія

### Студійні альбоми
| Назва          | Деталі                                                                                  |
| -------------- | --------------------------------------------------------------------------------------- |
| In the Silence | - Дата виходу: 16 листопада 2012 - Лейбл: Hands Up Music - Формат: Digital download, CD |

### Сингли
| 2012                       | «Never Forget» (за участю Йоунсі) | 2 | 80 [A] | In the Silence    |
| 2015                       | «Fleyið»                          | — | —      | Non-album singles |
| 2016                       | «Hear Them Calling»               | 1 | —      | Non-album singles |
| «—» пісня не була в чарті. |                                   |   |        |                   |